# Domburg (Suriname)
Domburg is een plaats in Suriname; voorheen een suikerrietplantage, thans een van de zeven ressorten waaruit het Surinaamse district Wanica bestaat. 
Domburg ligt aan de Surinamerivier, ongeveer 16 kilometer ten zuiden van de hoofdstad Paramaribo. In het noorden en oosten grenst het ressort Domburg aan het district Commewijne, ten zuiden van Domburg ligt het district Para en in het westen grenst het aan het ressort Houttuin.
In Domburg bevinden zich meerdere bars en restaurants. Nabij ligt het recreatiestrand White Beach aan de Surinamerivier. 
In 2004 had Domburg volgens cijfers van het Centraal Bureau voor Burgerzaken (CBB) 5.514 inwoners.

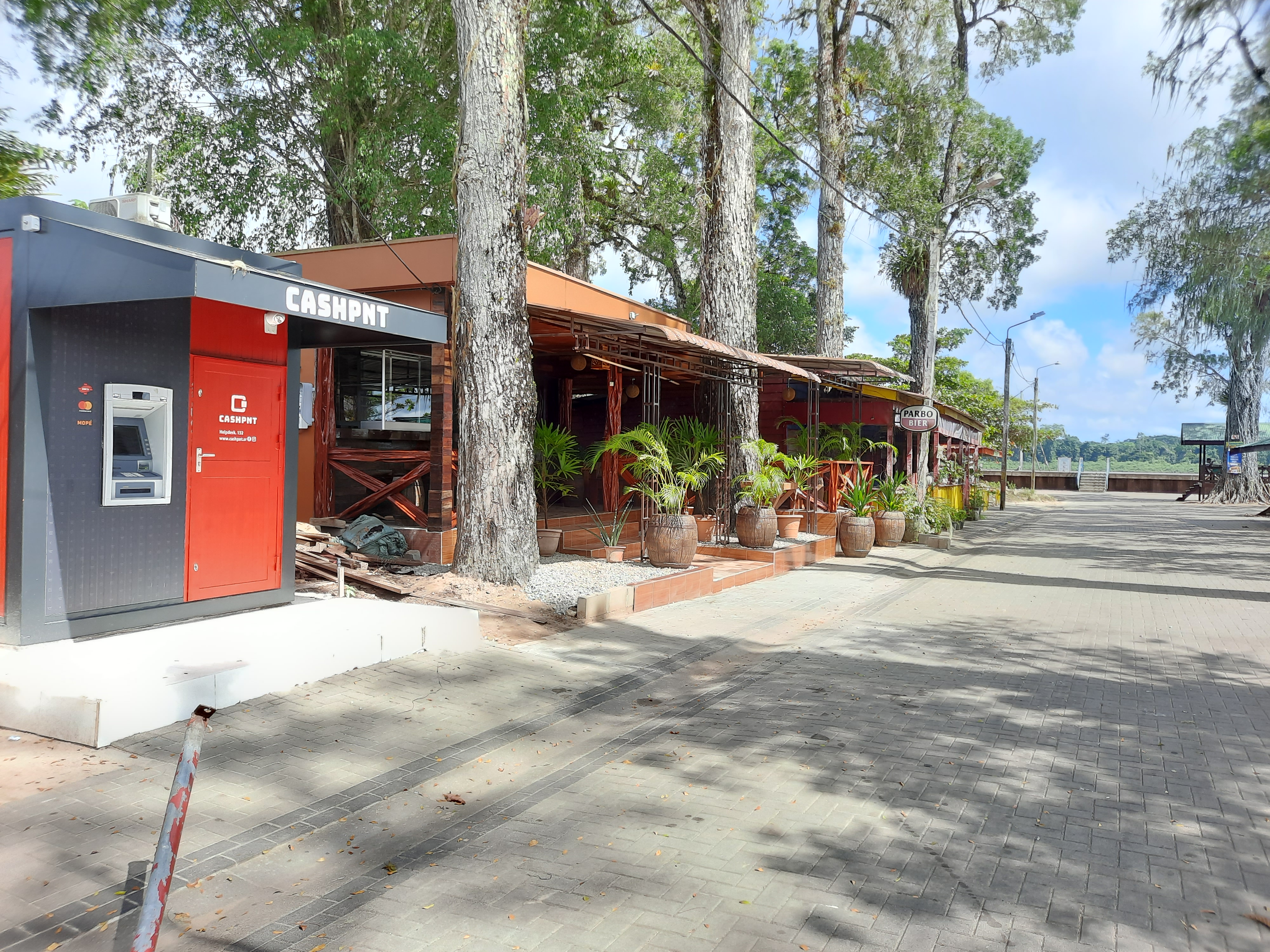
Waterkant
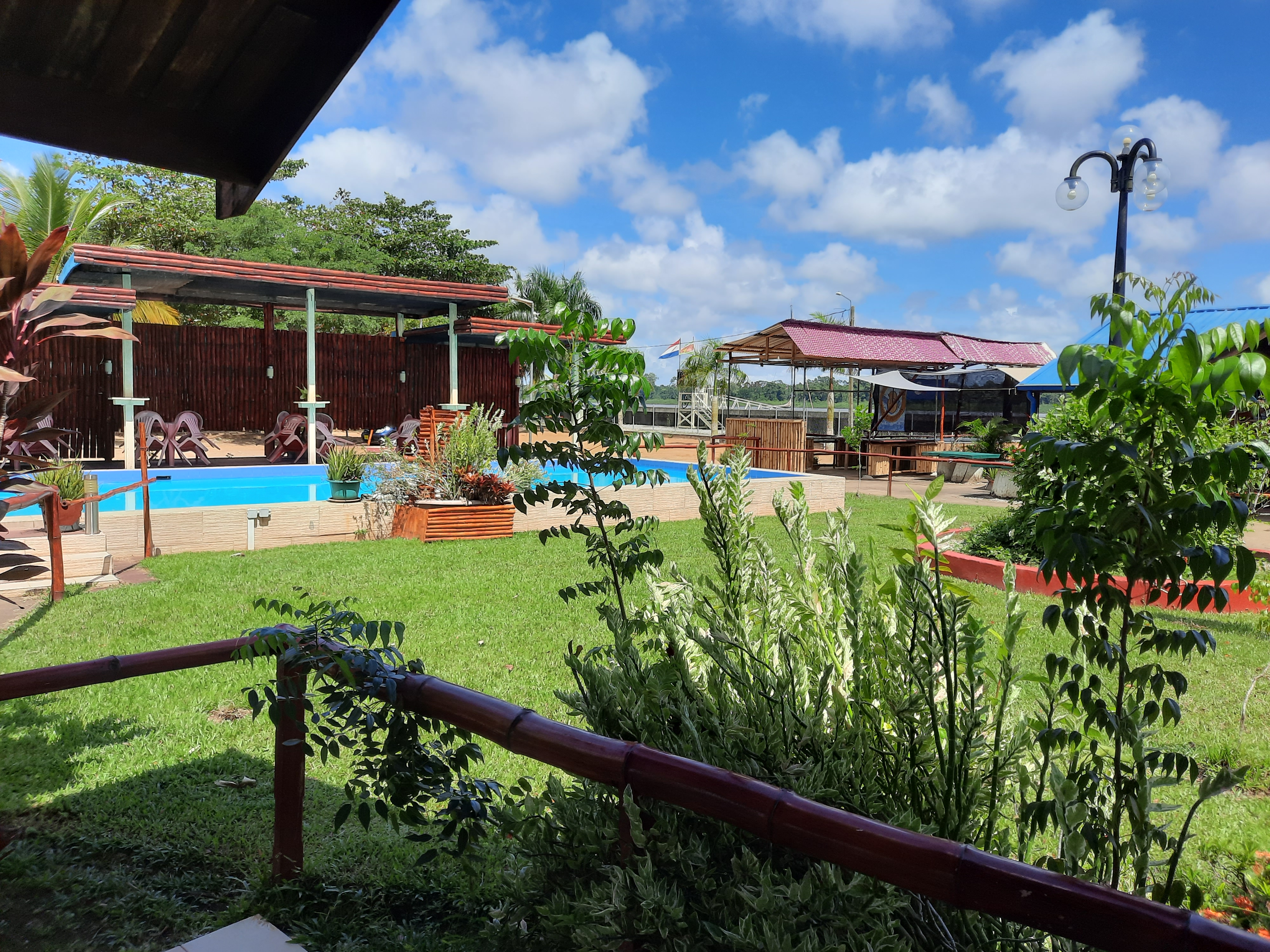
River Breeze
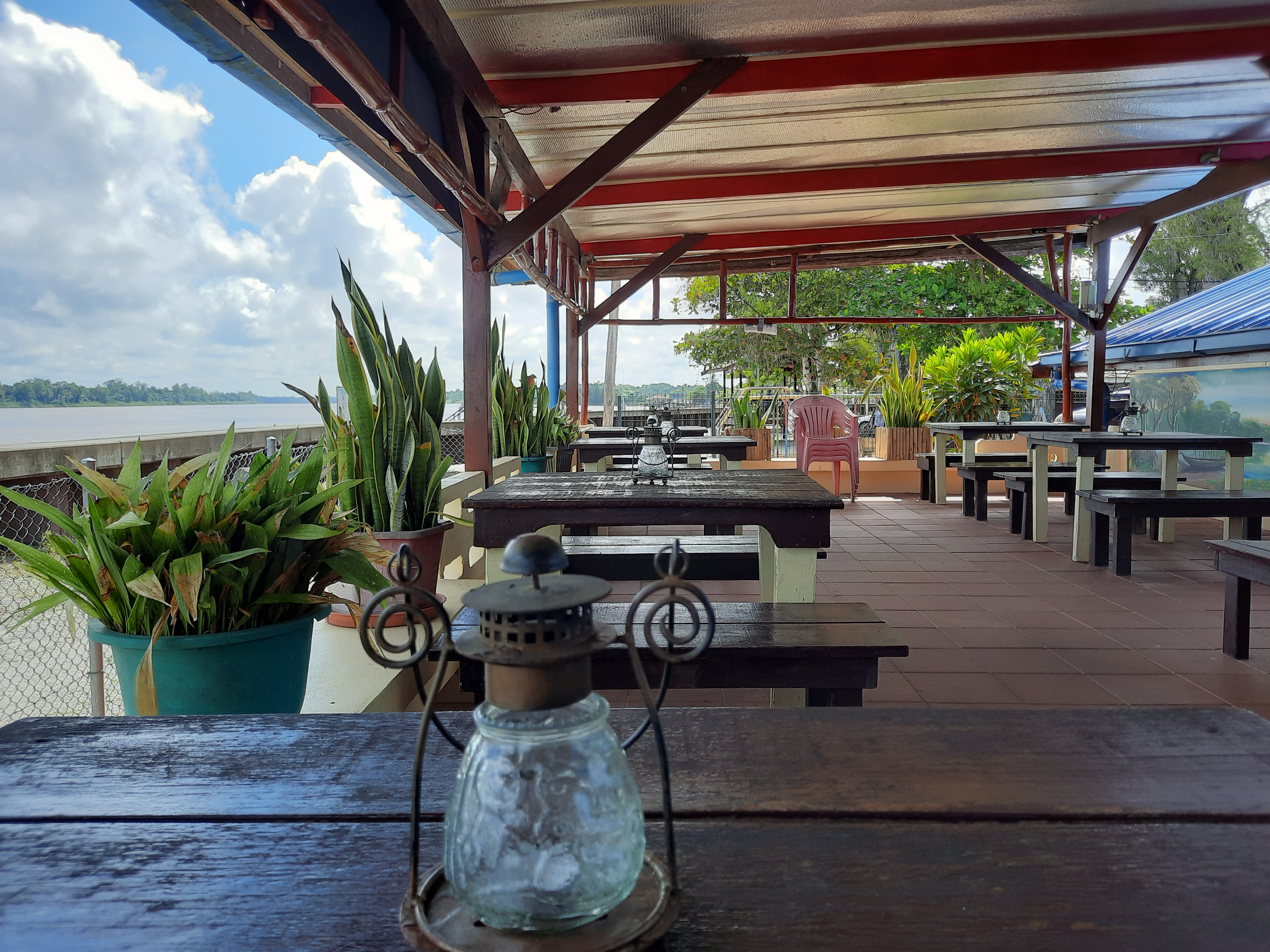
River Breeze
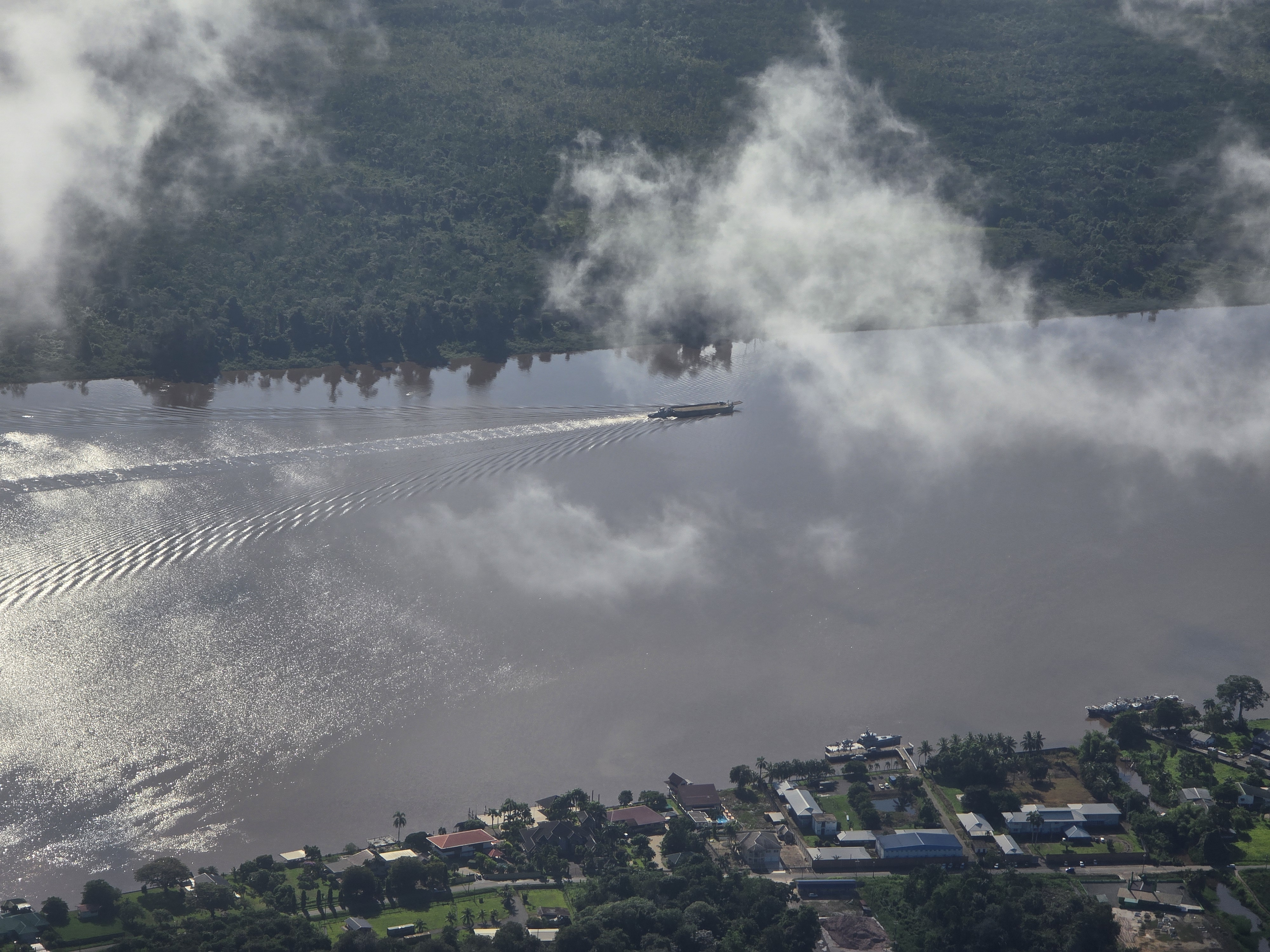
Schip bij Domburg
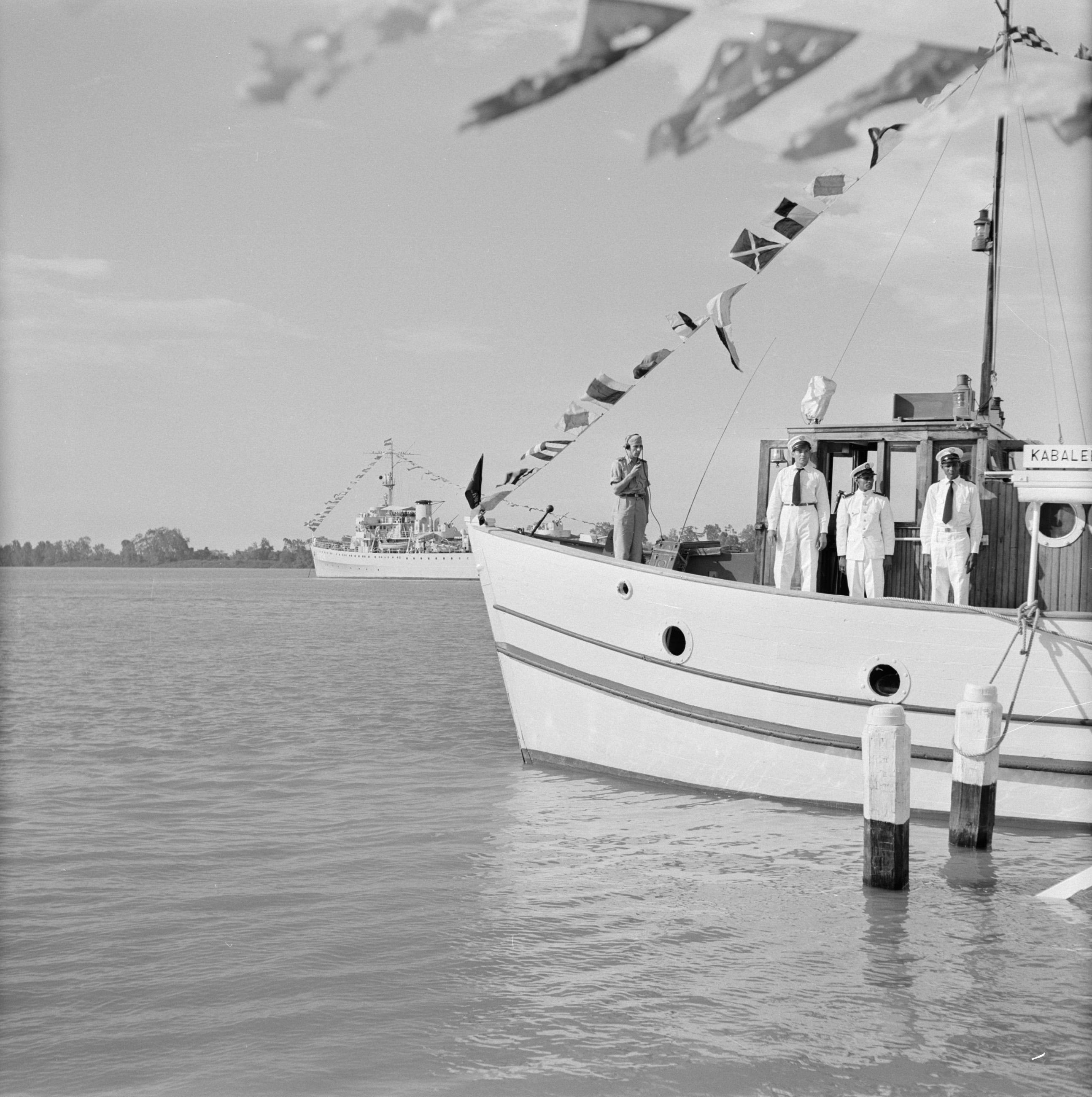
Koninklijk bezoek in 1955
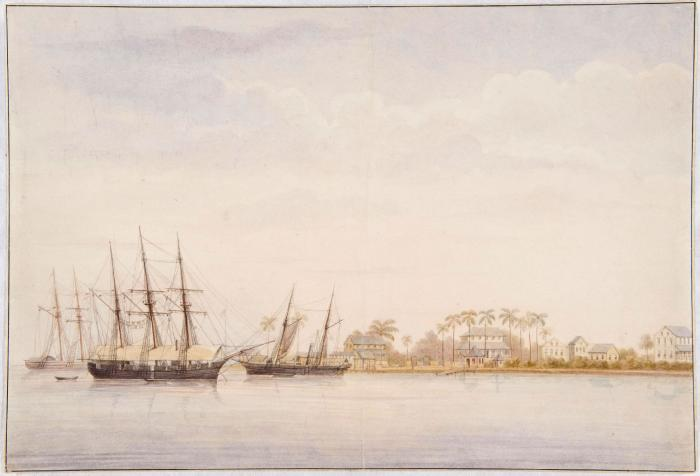
Circa 1860

## Geboren
- Desi Bouterse (1945-2024), legerleider en president van Suriname
- Max Woiski sr. (1911-1981), musicus